# Aulostomus
Famille
Genre
Les poissons-trompettes ou Aulostomidés (Aulostomidae) sont une famille contenant uniquement le genre Aulostomus.

## Description et caractéristiques

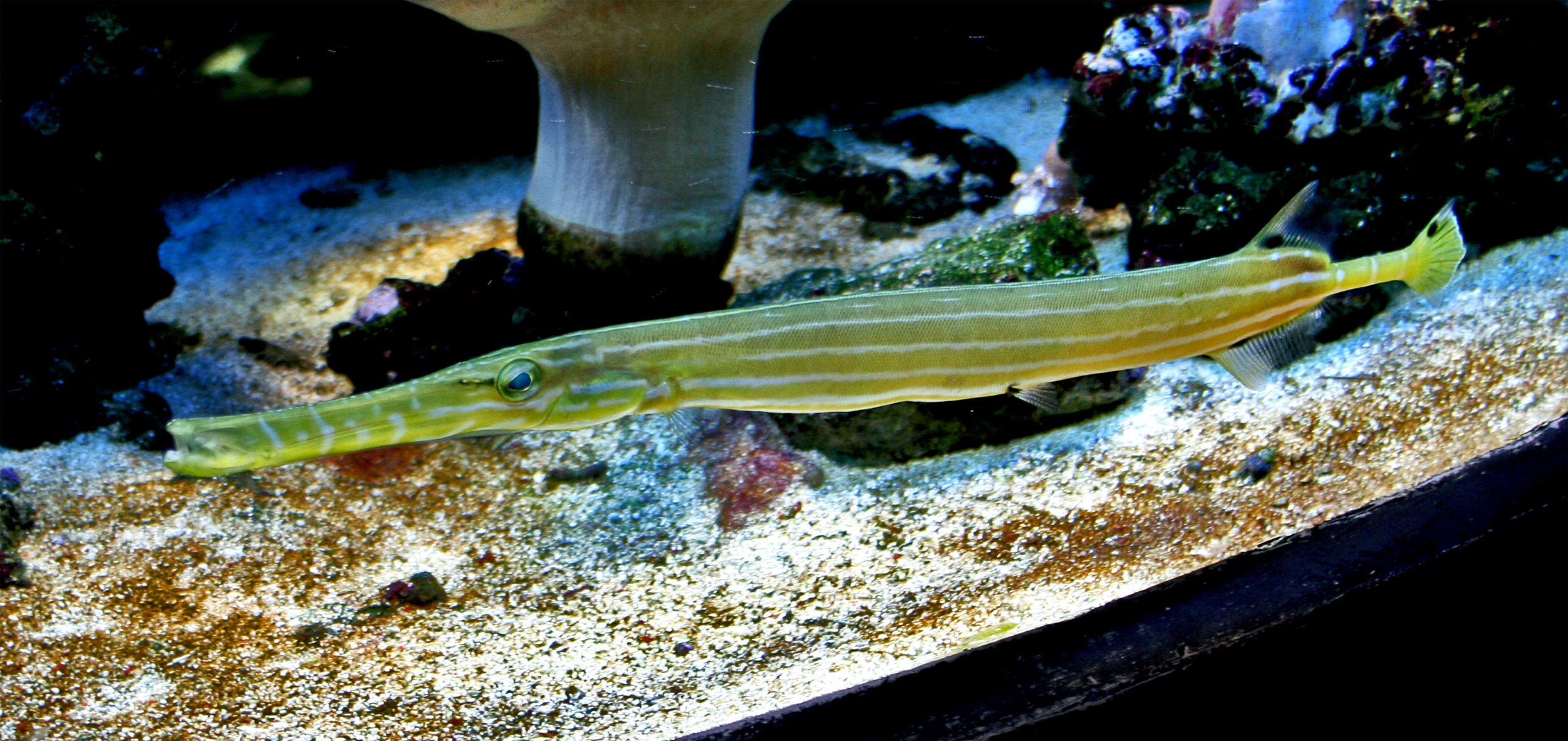
Poisson Aulostomus chinensis dans l'aquarium marin de Prague

Ce sont des poissons assez reconnaissables à leur corps très allongé et comprimé. Leur bouche proéminente est typique des Syngnathiformes, et barbillée sur la mâchoire inférieure. Les nageoires anale et dorsale sont situées très en arrière, triangulaires et presque symétriques ; une série de 8-12 épines dorsales isolées précède la nageoire dorsale, composée de 23-28 rayons mous. La nageoire anale est soutenue par 25-28 rayons mous. La nageoire caudale est arrondie. La ligne latérale est très développée, et le corps s'articule autour de 59-64 vertèbres (24-26 abdominales et 35-38 caudales). La taille maximale de ces poissons approche les 80 cm de long.
Ce sont des poissons prédateurs, qui profitent de leur silhouette fine et de leur long museau pour s'approcher de leurs proies discrètement, de face, avant de les mordre ou de les gober (ils approchent parfois verticalement pour les proies benthiques).
On les trouve associés aux écosystèmes coralliens tropicaux de l'Atlantique (Aulostomus maculatus à l'ouest et Aulostomus strigosus à l'est) et de l'Indo-Pacifique (Aulostomus chinensis).

## Liste des espèces
Selon World Register of Marine Species (1er mars 2014), ITIS (1er mars 2014) et FishBase (1er mars 2014) :
- genre Aulostomus (Lacepède, 1803)
  - Aulostomus chinensis (Linnaeus, 1766) -- Indo-Pacifique
  - Aulostomus maculatus Valenciennes, 1841 -- Caraïbes
  - Aulostomus strigosus Wheeler, 1955 -- Atlantique est

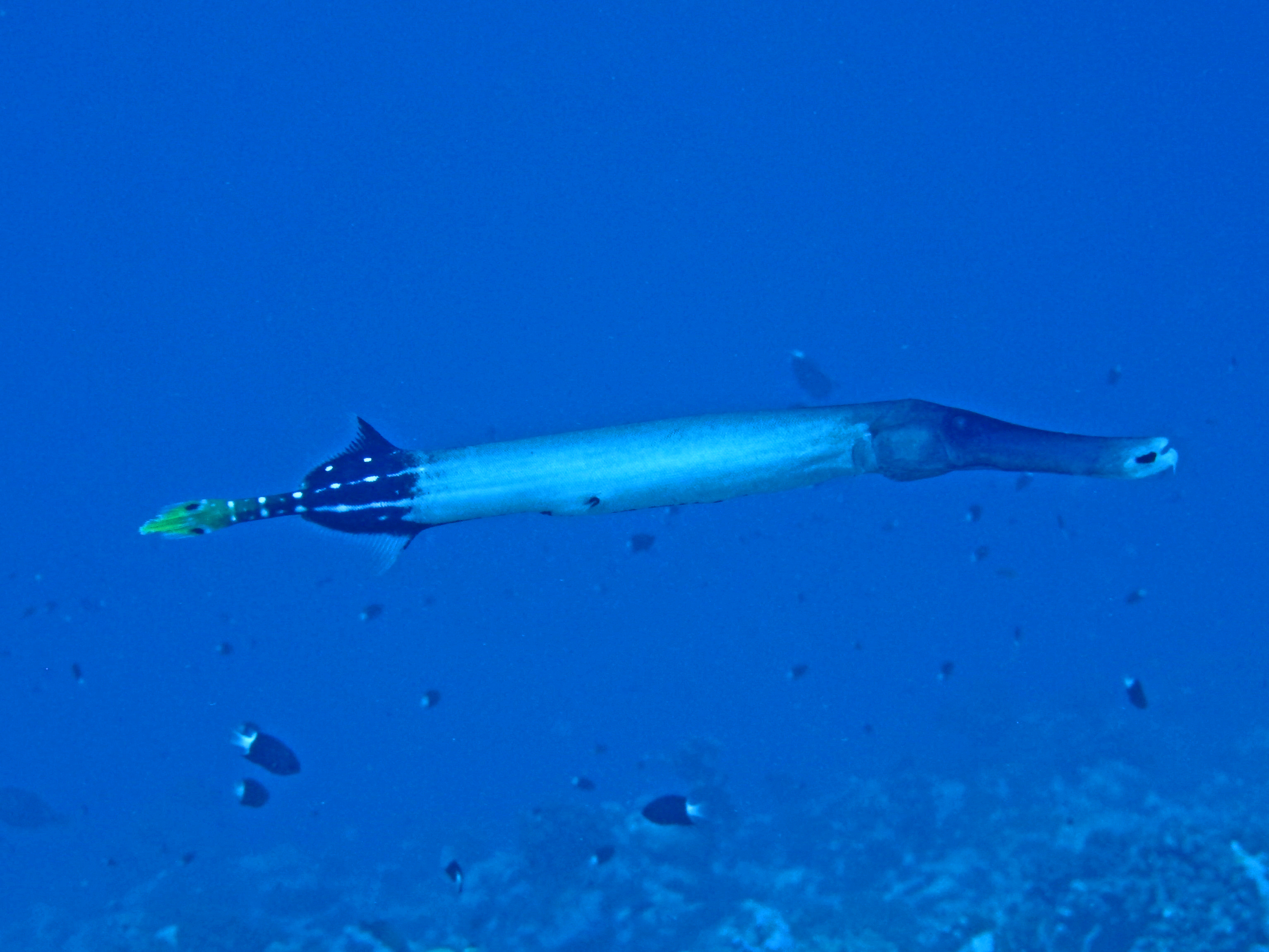
Aulostomus chinensis
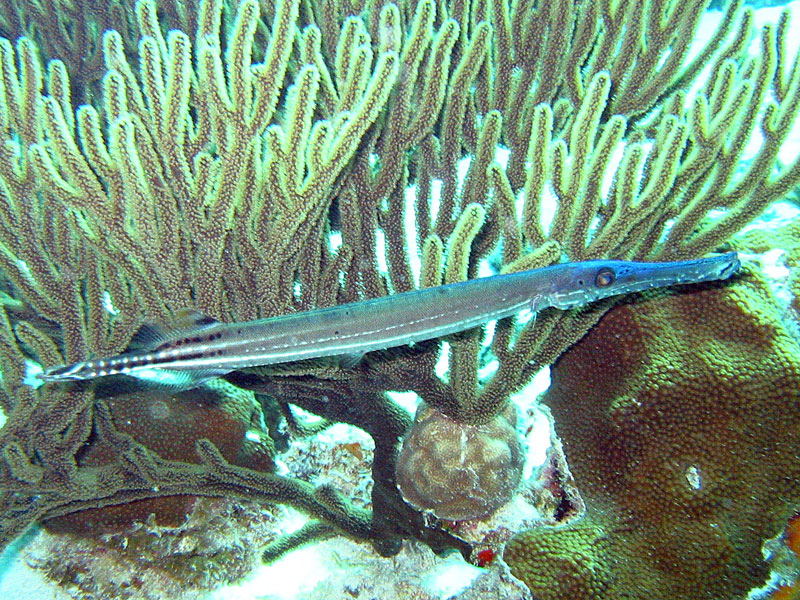
Aulostomus maculatus
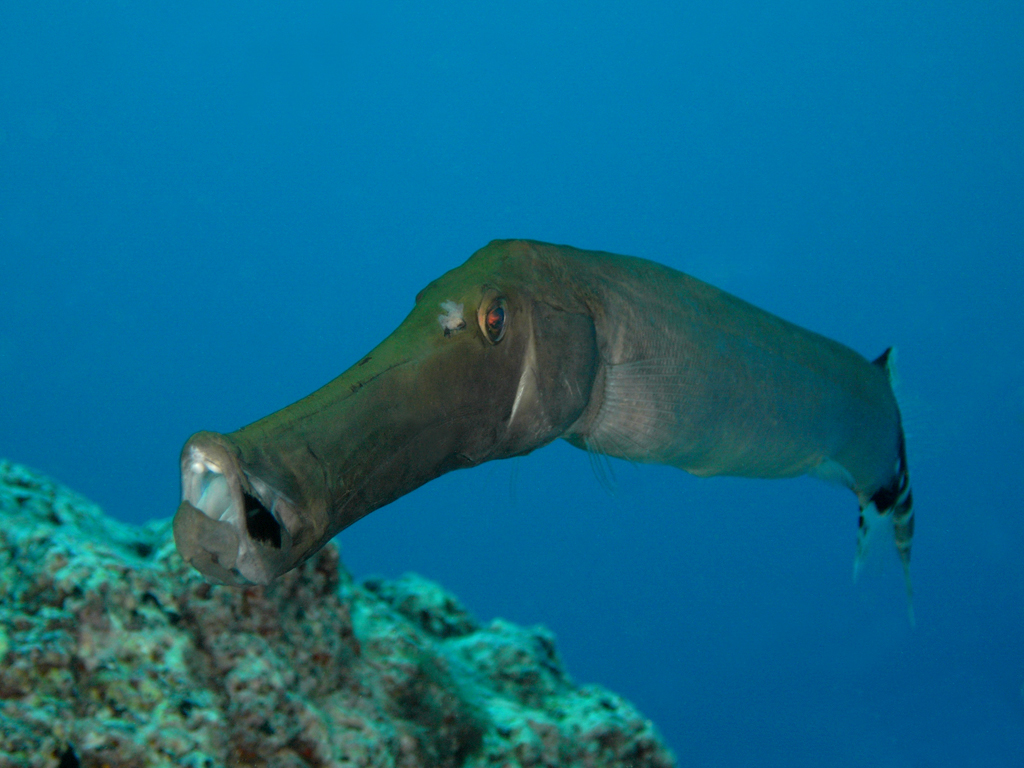
Aulostomus strigosus